# Tris(2-chlorethyl)phosphat
Tris(2-chlorethyl)phosphat, kurz TCEP, ist eine chemische Verbindung aus der Stoffgruppe der Phosphorsäureester. Es wird als Weichmacher und Viskositätsregulator mit flammhemmenden Eigenschaften (z. B. bei PUR) verwendet.

## Gewinnung und Darstellung
Tris(2-chlorethyl)phosphat kann durch Umsetzung von Phosphoroxitrichlorid mit Ethylenoxid in Gegenwart von Aluminiumchlorid gewonnen werden. 1995 lag die Verbrauchsmenge in Deutschland bei mehr als 1000 t pro Jahr.

## Sicherheitshinweise
Tris(2-chlorethyl)phosphat gilt als fruchtschädigend und ist möglicherweise krebserzeugend.